# Raynard Miner
Raynard Miner, född 18 mars 1946 i Chicago, Illinois, USA, död 4 april 2024, var en amerikansk pianist, sångare och låtskrivare.
Miner, som var blind sedan barndomen, skrev från början av 1960-talet låtar för Chess Records och från 1969 för Motown Records. Hans låtar har spelats in av Fontella Bass, The Dells, Etta James och många fler. Bland hans mest kända låtar märks "Rescue Me" (Fontella Bass, 1965) och "(Your Love Keeps Lifting Me) Higher and Higher" (Jackie Wilson, 1967), som han skrev tillsammans med Carl Smith.